# Vipio croceus
Vipio croceus är en stekelart som först beskrevs av Cresson 1865.  Vipio croceus ingår i släktet Vipio och familjen bracksteklar. Inga underarter finns listade i Catalogue of Life.